# Nokia E52
Nokia E52 – telefon komórkowy z systemem operacyjnym Symbian, produkcji fińskiej firmy Nokia. Telefon należy do biznesowej serii E. Dostępne kolory: aluminium w kolorze szarego metalu, złote aluminium, biały aluminium, czarny aluminium. Jest to następca modelu E51 według niektórych testów nieudany i słaby jakościowo, większość testujących ocenia go jednak pozytywnie.

## Najważniejsze cechy i funkcje
- Oparty na systemie Symbian OS 9.3.
- Procesor ARM 11 (600 MHz) i pamięć RAM (128 MB) oraz obsługa MIDP 2.0 umożliwia uruchomienie aplikacji java.
- Szybki dostęp do internetu dzięki połączeniom 3G – HSDPA oraz HSUPA (3.5G)[7][8] i WLAN.
- Możliwość rozszerzenia pamięci poprzez karty microSDHC (do 16 GB).
- Wbudowany klient e-mail także dla Lotus i Exchange.
- Wbudowane oprogramowanie Nokia Mobile VPN.
- Rozmowy VoIP.
- Dostępne dwa tryby pracy: biznesowy i osobisty.
- Fabrycznie zainstalowane aplikacje biurowe Quickoffice i Adobe Reader LE umożliwiają odczyt dokumentów, arkuszy kalkulacyjnych, prezentacji i plików PDF.
- Mapy Nokia z nawigacją, A-GPS (wbudowany moduł GPS), elektroniczny kompas.
- Radio z RDS oraz radio internetowe.
- Polecenia głosowe oraz odczytywanie wiadomości przez urządzenie.

## Częstotliwość działania
- GSM 850/900/1800/1900
- W-CDMA 850/900/2100

## Wymiary i waga
- Wymiary: 116 × 49 × 9,9 mm
- Masa telefonu: 98 g
- Objętość: 54 cm³

## Wyświetlacz
- 2,4" – 240 × 320 pikseli – z aktywną matrycą (TFT) o 16 milionach kolorów, automatycznym dopasowywaniem orientacji wyświetlacza (pion/poziom).

## Aparat fotograficzny i kamera

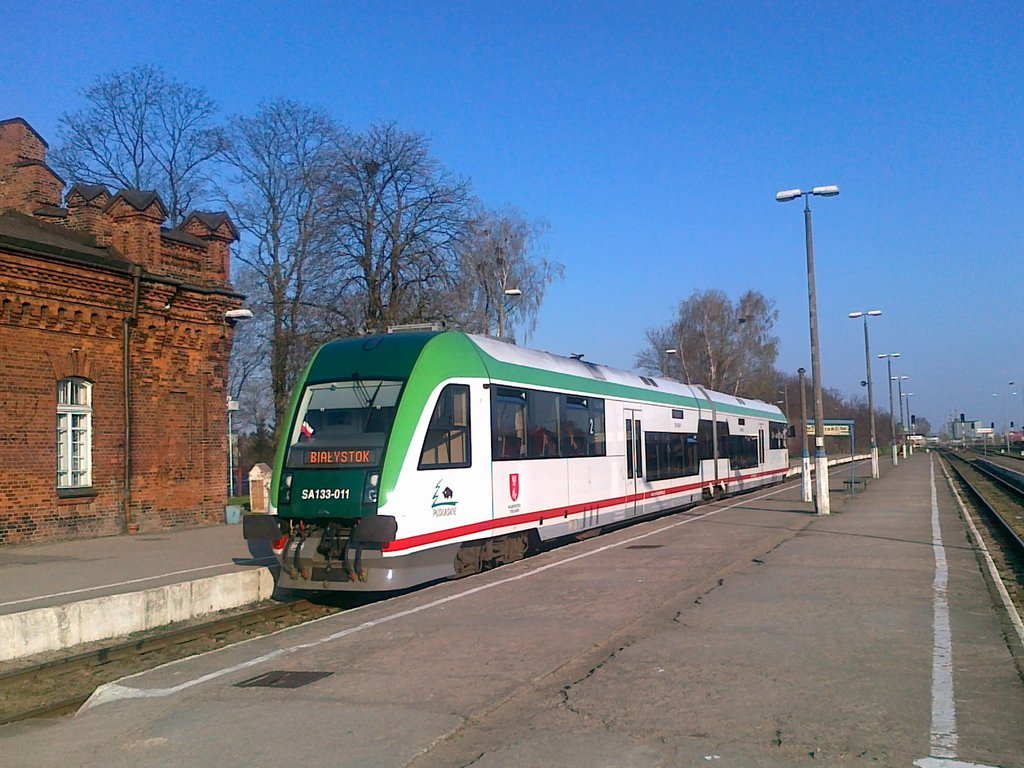
Zdjęcie zrobione telefonem Nokia E52-1

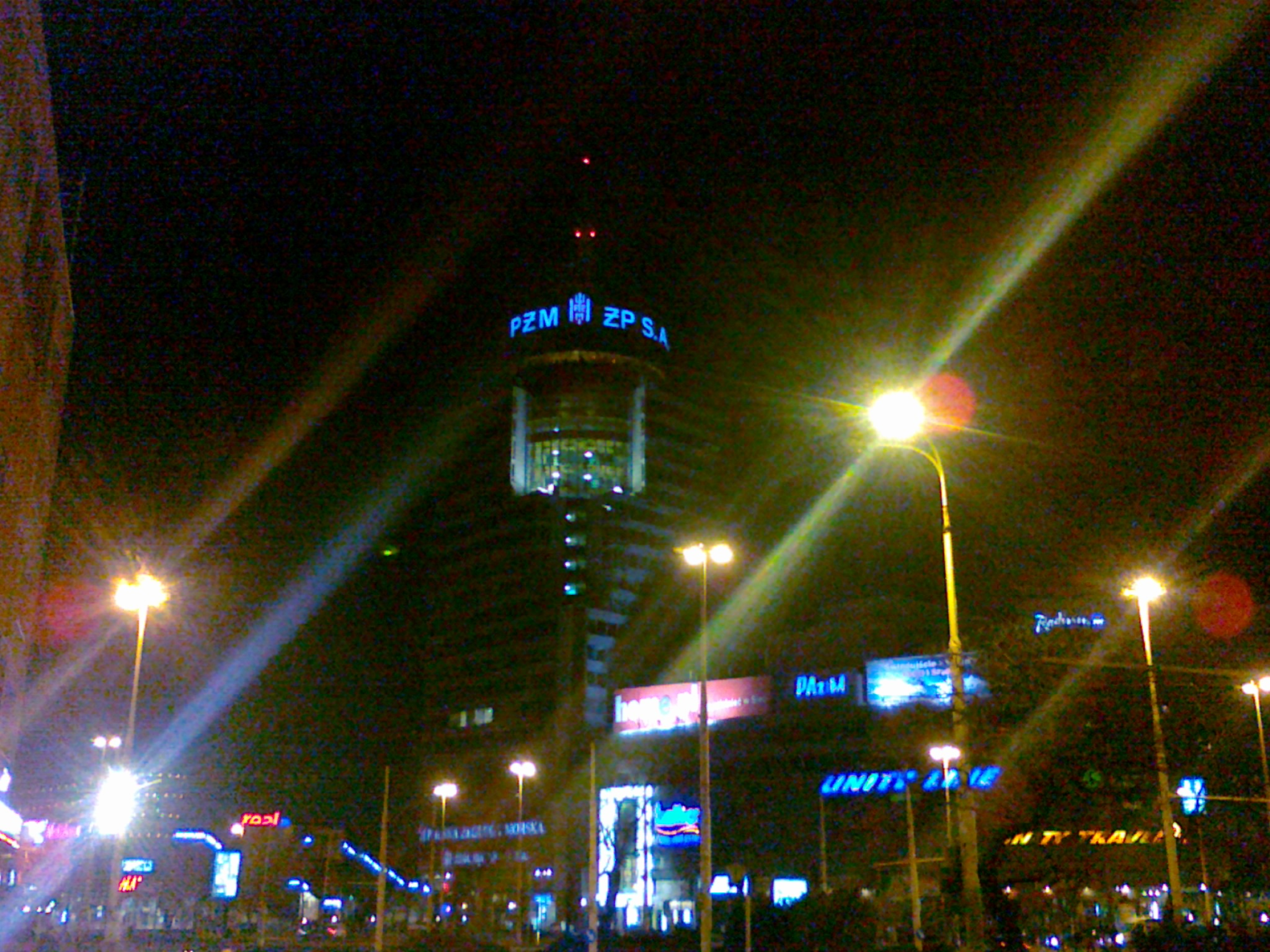
Zdjęcie zrobione telefonem Nokia E52-1 w nocy

- Wbudowany aparat 3,2 Mpx z czterokrotnym zbliżeniem cyfrowym (zoom) i lampą błyskową LED; obiektyw typu fixed focus z głębią ostrości od ok. 50 cm do nieskończoności
- Drugi aparat (z przodu) o rozdzielczości 240 × 320 (nagrywanie QCIF – 144 × 176, 15 klatek na sekundę)
- Możliwość odtwarzania plików i transmisji strumieniowych w formacie MPEG-4, H.263 (3GPP) i RealMedia
- Nagrywanie wideo w formacie H.263 (3GPP) i MPEG4 15 klatek na sekundę o maksymalnej rozdzielczości VGA
- Połączenia wideo (VGA – 640 × 480, aparat z przodu QVGA – 240 × 320), 15 klatek na sekundę

## Muzyka
- Odtwarzacz plików muzycznych
- Radio z RDS (możliwość zapamiętania do 50 stacji) i radio internetowe (możliwość zapamiętania do 20 stacji w ulubionych)
- Dyktafon
- Odtwarzane formaty: AAC, AAC+, eAAC+, MP3, AMR-NB, WMA
- Stereofoniczny zestaw słuchawkowy HS-48 firmy Nokia (3,5 mm audio jack)

## Łączność
- Możliwość łączenia się i wyszukiwania sieci WLAN (IEEE 802.11b/g).
- Obsługa standardu Bluetooth w wersji 2.0 z funkcją EDR
- Kabel do transmisji danych CA-101 (USB) obsługujący ładowanie
- Wyjście słuchawkowe 3.5 mm firmy Nokia

## Transmisja danych
- GPRS/EGPRS (klasa A, wieloszczelinowa klasa 32)
- WCDMA 900/2100 (Nokia E52-1)
- WCDMA 850/2100 (Nokia E52-2)
- Maksymalna szybkość pobierania danych (HSDPA) – do 10,2 Mb/s
- Maksymalna szybkość wysyłania danych (HSUPA) – do 2 Mb/s
- Synchronizacja danych za pomocą pakietu Nokia PC Suite
- Możliwość działania jako modem danych

## Zasilanie
- Bateria Nokia BP-4L o pojemności 1500 mAh ładowana przez USB, umożliwiająca (według producenta) do 28 dni czuwania lub do 8 godzin rozmowy (w trybie GSM), do 19 dni czuwania lub do 6 godzin rozmowy (w trybie WCDMA), odtwarzanie muzyki do 18 godzin, radio FM do 30 godzin[2]

## Ciekawostki
- Telefon dostarczany jest z audiobookiem Paulo Coelho Zwycięzca jest sam (na karcie microSD). Książka Coelho znalazła się w urządzeniu Nokia E52 dzięki współpracy Nokia z serwisem audioteka.pl i wydawnictwem Drzewo Babel[9][10].